# Hugo Pablo Centurión
Hugo Pablo Centurión (Eldorado, Argentina, 2 de septiembre de 1976) es un exfutbolista argentino. Jugaba como mediocampista. 

## Trayectoria
El volante argentino debutó en el profesionalismo en el Sol de América de Paraguay en 2000, a los 23 años en el equipo del Barrio Obrero junto a Justo Villar, Enrique Vera y Arnaldo Villalva. Desarrollo su carrera en el fútbol paraguayo hasta 2005 jugando para el 12 de octubre, donde jugó la Copa Libertadores de 2002, Sportivo Luqueño en 2003 y en el Libertad en 2004 donde jugó de nuevo la Copa Libertadores, enfrentando a Deportes Tolima, River Plate y Deportivo Táchira y en ese mismo año la Copa Sudamericana. En 2005 salió a préstamo al Deportes Concepción de Chile jugando el primer semestre de 2005 para luego volver al Libertad.
Su paso más exitoso en su carrera sería su llegada al fútbol colombiano, El Deportivo Pasto le fichó en 2006, saliendo campeón en su debut. El gran año en el equipo nariñense le dio paso al América en 2007 por un año, luego regresó a Paraguay al 3 de Febrero en 2008. En 2009 el jugador argentino volvería al equipo que lo vio salir campeón el Deportivo Pasto, procedente del Macará, ecuatoriano. Pese a formar un gran equipo en el torneo finalización colombiano su equipo cayo al descenso. En 2010 varios equipos se pelearon su pase pero fue Deportes Tolima quien se quedó con el volante argentino. jugó la Copa Sudamericana de 2010 y luego en 2011 retorno al Deportivo Pasto para jugar el torneo de ascenso, del cual sale campeón.

## Clubes
| Club                        | País     | Año       |
| --------------------------- | -------- | --------- |
| Sol de América              | Paraguay | 2000-2001 |
| 12 de Octubre Football Club | Paraguay | 2002      |
| Sportivo Luqueño            | Paraguay | 2003      |
| Libertad                    | Paraguay | 2004-2005 |
| Deportes Concepción         | Chile    | 2005      |
| Deportivo Pasto             | Colombia | 2006      |
| América                     | Colombia | 2007      |
| 3 de Febrero                | Paraguay | 2008      |
| Macará                      | Ecuador  | 2009      |
| Deportivo Pasto             | Colombia | 2009      |
| Deportes Tolima             | Colombia | 2010      |
| Deportivo Pasto             | Colombia | 2011      |

## Palmarés

### Campeonatos nacionales
| Título          | Club            | País     | Año  |
| --------------- | --------------- | -------- | ---- |
| Torneo Apertura | Deportivo Pasto | Colombia | 2006 |
| Primera B       | Deportivo Pasto | Colombia | 2011 |